# Michele Coltellini
Michele Coltellini, ou Michele Cortellini (1480 - 1542), est un peintre italien  qui fut actif principalement à Ferrare. 

## Biographie
Michele Coltellini est un disciple de Domenico Panetti et Benvenuto Tisi. Les dates de sa naissance et de son décès sont incertaines.

## Œuvres
- Conversation sacrée  (Vierge à l'Enfant avec les saints Michel, Catherine, Jean et Jérôme), signée et datée 1506, église Sant'Andrea, Ferrare.
- Pietà, Gemäldegalerie Alte Meister, d'abord attribuée à Squarcione.
- Mort de la Vierge, 1502, Pinacothèque nationale (Bologne).
- Vierge à l'Enfant avec saint Étienne, Cassa Risparmio, Ferrare.
- Les Saintes Lucie et Apollonia, collection Barbi-Cinti, Ferrare.
- Madonna in trono e santi, Annunciazione, ss. Antonio e Paolo eremiti,  Palazzo dei Diamanti, Ferrare.
- Fresques avec Tisi di Garofalo et Nicolò Pisano, oratorio di s.m. della concezione exposées au  Palazzo dei Diamanti, Ferrare.

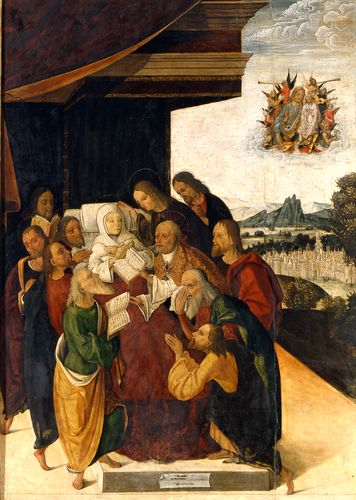
Mort de la Vierge, 1502, maintenant à la Pinacothèque nationale, Bologne.
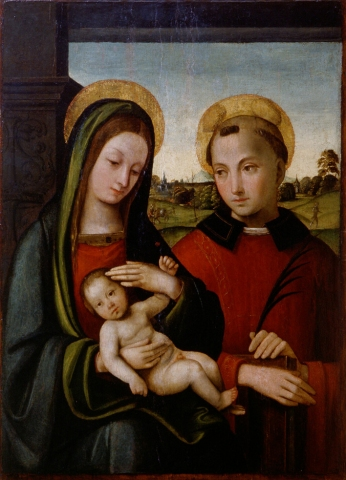
Vierge à l'Enfant avec saint Étienne, Cassa Risparmio, Ferrare.
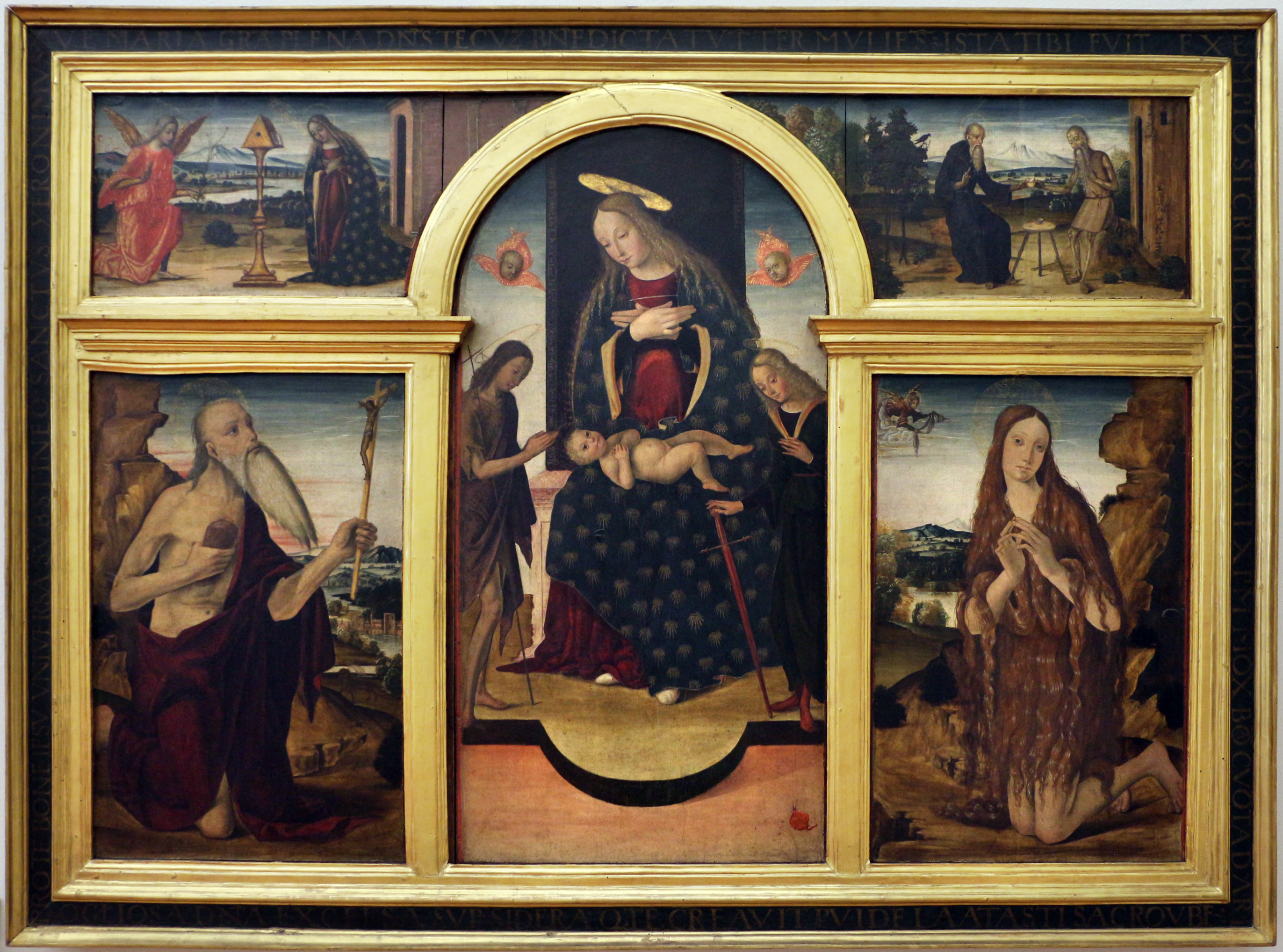
Madonna in trono e santi, Annunciazione, ss. Antonio e Paolo eremiti,  Palazzo dei Diamanti, Ferrare.
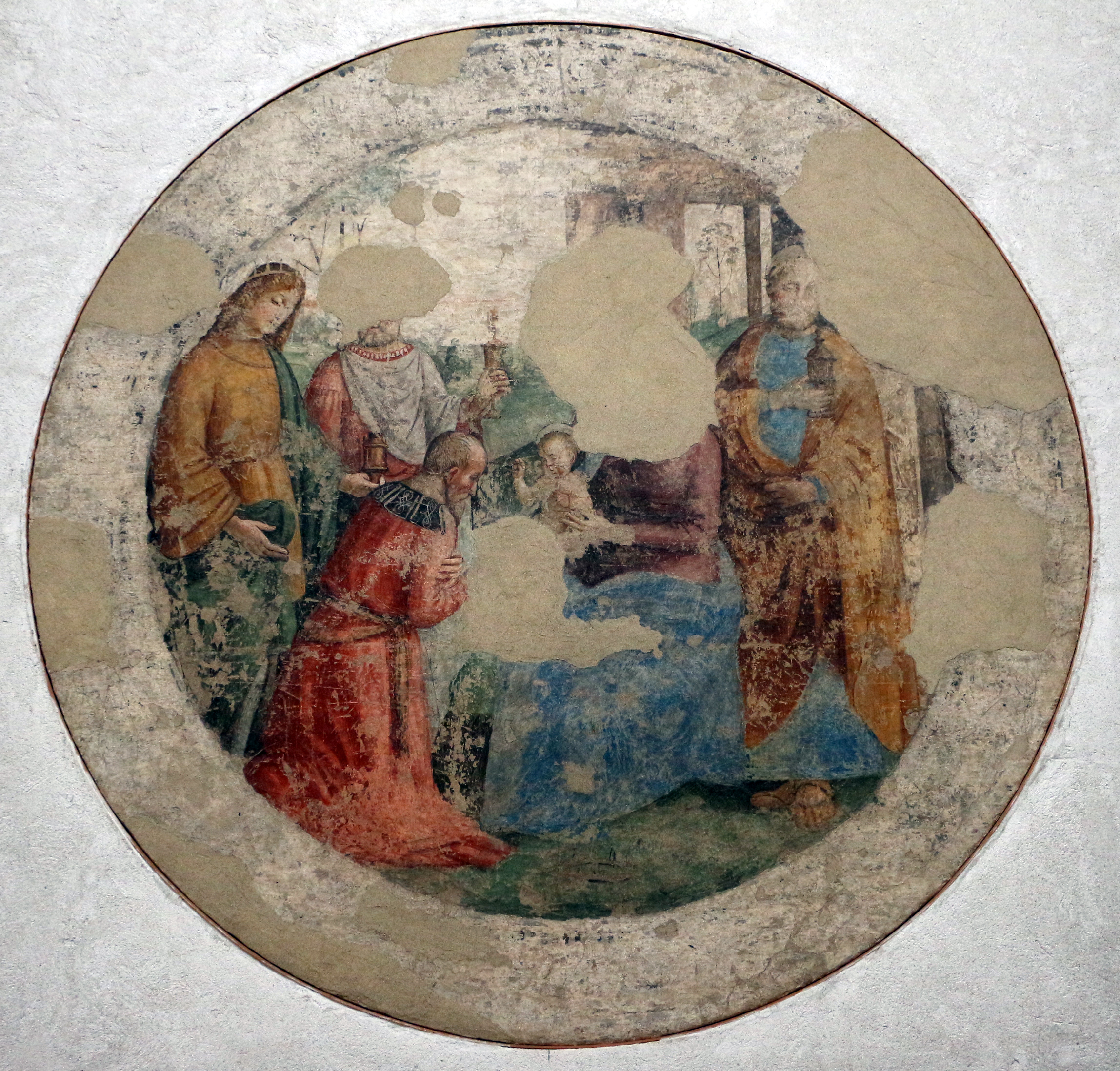
Histoire de la Vierge, fresque  exposée  au Palais des Diamants.
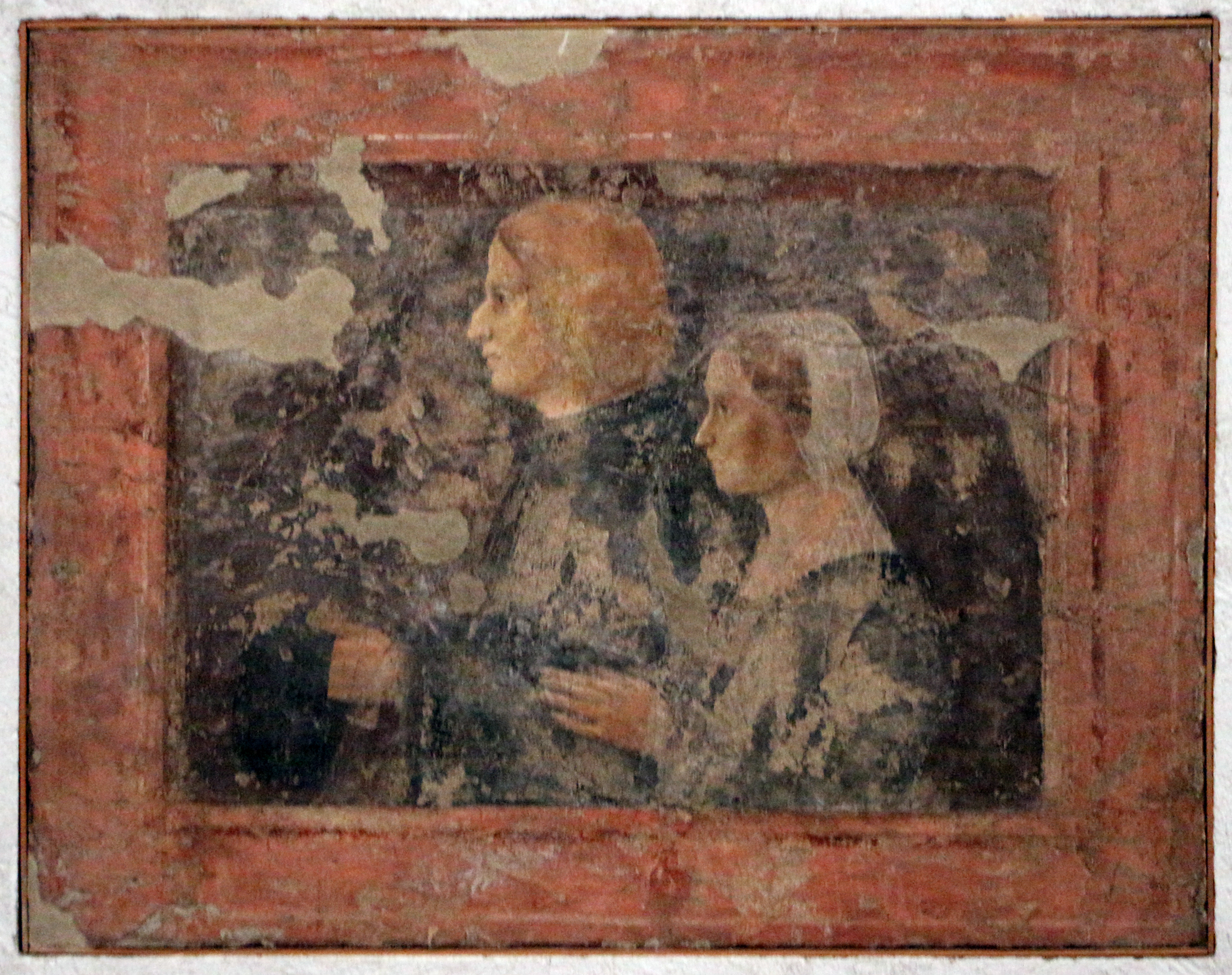
Portraits des commanditaires, fresque  exposée  au Palais des Diamants.